# Coll de Fa-riure
El Coll de Fa-riure és un coll a 1.450,4 m d'altitud del límit dels termes municipals de Tremp, del Pallars Jussà, dins de l'antic municipi ribagorçà d'Espluga de Serra, a l'enclavament d'Enrens i Trepadús, i del Pont de Suert, dins de l'antic terme de Viu de Llevata, de l'Alta Ribagorça. Així doncs, tot i que aquesta collada pertany geogràficament del tot a la comarca ribagorçana, administrativament separa el Pallars Jussà de l'Alta Ribagorça.
Està situat al sud-oest del poble de Viu de Llevata, al sud-est del Comunal de Viu i al nord-oest del Tossal de la Malera, en la carena que separa els termes esmentats anteriorment. La Borda del Mas del Gras és a ponent del Coll de Fa-riure.